# Larsen (Flevoland)

Larsen was een gepland dorp in de polder Oostelijk Flevoland, op het grondgebied van de uiteindelijke gemeente Lelystad. Door veranderde planologische inzichten is het niet gerealiseerd.
Oorspronkelijk wilde men Oostelijk Flevoland inrichten zoals de Noordoostpolder: één middelgrote kern en verschillende kleinere dorpen eromheen. In 1955 was er naast de hoofdstad Lelystad sprake van niet minder dan elf groendorpen, waaronder Larsen. Juist in de jaren vijftig echter steeg het autobezit explosief; men ging ervan uit dat iedereen op den duur een auto zou bezitten. Daardoor zouden grotere afstanden kunnen worden overbrugd en zou de opzet met veel kernen op fietsafstand van een grotere kern, overbodig worden. In 1959 werd het aantal dorpen verminderd naar vijf: Dronten, Biddinghuizen, Swifterbant, Larsen en Zeewolde. In 1963 werd ook Zeewolde geschrapt; de naam werd later alsnog gebruikt voor een plaats in Zuidelijk Flevoland. In 1965, kort voor de bouw begon, verviel ook Larsen. Naast Lelystad zou de polder maar drie dorpen kennen.
Wel bleef de naam Larsen in gebruik voor een deel van het buitengebied. Bij de volkstelling van 1971 had deze 'buurtschap' 200 inwoners. In 2020 nog ligt er in dit gebied het Larserbos en loopt er de Larserweg met daarnaast de Larservaart, en ook bestaat er een telefooncentrale Larsertocht die tot begin jaren 1990 een eigen netnummer 03202 had. Aan de zuidrand van Lelystad liggen de bedrijventerreinen Larserpoort en Larserplein. Administratief valt het gebied onder het buitengebied van Lelystad.